# Брунс, Флориан
Флориан Брунс (нем. Florian Bruns; 21 августа 1979, Ольденбург, Германия) — немецкий футболист, полузащитник.

## Клубная карьера
В юношескую команду ФК «Ольденбург» Брунс попал через детские спортивные школы городов Бад-Цвишенан, Блохерфельде, Эдевехт и Растеде.
В ранние годы своей карьеры Флориан выступал на позиции нападающего, и именно в этом качестве он перешёл в «Фрайбург» в 1999 году. После этого перехода до 2001 года Брунс активно призывался в молодёжную сборную Германии, в которой отыграл 13 матчей и забил 4 мяча. В Бундеслиге за «красно-белых» он сыграл 44 матча и забил 2 мяча, но после сезона 2001/02 клуб занял 18 место и выбыл во второй дивизион.
Во второй Бундеслиге за «Фрайбург» ему удалось провести лишь один матч, после чего в зимнее трансферное окно он был приобретён берлинским Унионом, также выступавшим в этой лиге. В 2004 году Брунс перешёл в «Алеманию» (Ахен), выступавшую в то время в Кубке УЕФА. На групповом этапе «Алемания» опередила «Зенит» (Санкт-Петербург) и вылетела в 1/16 финала от будущего полуфиналиста АЗ (Алкмаар). Брунс в этих матчах трижды появлялся на замену и один раз вышел в стартовом составе команды.
В 2006 году Флориан вновь сменил команду и перешёл в «Санкт-Паули» в северную Регионаллигу и за три сезона сумел вместе с командой подняться в Бундеслигу, где сыграл за «пиратов» 30 матчей и забил 3 мяча. Однако, через год и этот его клуб выбыл во вторую Бундеслигу.
В 2013 году он присоединился ко второй команде «Вердера».

## Личная информация
Обучался в Ольденбургском Университете им. Карла фон Осецкого по специальности «Спортивное деловое администрирование» . Проживает в Гамбурге.